# Верхнепогромное
Верхнепогромное — село в Среднеахтубинском районе Волгоградской области, административный центр Верхнепогроменского сельского поселения.
Население — 1963 чел. (2010).

## История
Начиная со второй половины XIX века было принять считать, что Верхнепогромное основали крестьяне-переселенцы из Симбирской губернии, а официальная дата основания — 1779 год. Однако, новейшие открытия говорят об обратном. Поселение было основано в 1777 году оренбургскими и донскими казаками, сосланными в Ахтубинскую пойму за участие в пугачевском бунте (1773—1775 гг.). Первые годы своего существования оно называлось Верхняя Погромная слобода (1777 — ок. 1783). Свое название она получила в память о прежнем месте службы оренбургских казаков — редуте Погромном Самарской укрепленной линии.
5 апреля 1779 года в слободе была построена часовня. Однако собственный приход появился только в 1781 году. До этого жители состояли в приходе Николаевской церкви станицы Дубовки. Через 11 лет, в 1790 году, была возведена церковь во имя Покрова Пресвятой Богородицы.
При переселении, казаки были практически полностью лишены всех своих привилегий и вольностей. Кроме того, им было запрещено именовать себя казаками, а в метрических книгах их стали записывать как «крестьян». Тем не менее, Императрица Екатерина II не стала полностью расказачивать ссыльных казаков. Они были приписаны к станице Дубовке — бывшей столице Волжского казачьего войска, числились в ее юрте, что хоть как-то напоминало им о службе, о прежних временах. Кроме того, им было оставлено казачье самоуправление на местах. Уже через некоторое время слобода стала называться городком. (ок. 1783—1828).
Архивные документы полностью опровергают версию о крестьянах как об основателях слободы. Переселенцы из Симбирской губернии действительно тоже жили в ней, но они пришли в эти места позже, уже после основания слободы казаками.
В Верхнем Погромном городке существовало 2 общества — ссыльных казаков и крестьян-переселенцев. Соответственно, каждое общество выбирало своего главу, который назывался по-своему. У казаков это был голова, а примерно с 1798 года — старшина, а у крестьян — староста. Одними из первых головами слободы были казаки Григорий Яковлев Жадаев и Степан Иванов Поганов, а один из первых старост — Парфен Савельев Долматов.
Казачья слобода была приписана к Ахтубинским шелковым заводам и немедленно вовлечена в шелковичное производство. Немного позднее, в Верхнем Погромном городке был основан новый завод. При Екатерине II эта отрасль развивалась, но уже при Павле I темпы постепенно начинают снижаться. Чтобы дать жителям дополнительный стимул, правительство принимает решение — «…намерить узаконенную пропорцию по последней ревизии на душу по пятнадцати десятин…». 
В 1799 году происходят изменения в административно-территориальном делении. Была образована Пришибенская волость, в которую и был включен городок. Но уже в 1800 году на карте Царицынского уезда появляется Верхне Погроменская волость с волостным правлением.
Уже в первое десятилетие 19 века производство шелка на Ахтубинских заводах пришло в полнейший упадок. Поэтому правительство пошло на следующий шаг — все население Ахтубинской поймы было в обязательном порядке переквалифицировано в разряд казенных соляных возчиков. Это произошло в 1810—1813 годах. Все села поймы приписывались к Эльтонской соляной конторе. Такое положение дел продолжалось вплоть до 1828 года, когда соледобыча стала отдаваться на откуп арендаторам, в лице купцов и промышленников. Приписные жители ахтубинских сел стали больше не нужны. Правительство перевело их в разряд государственных крестьян. Кроме того, в это же время у сосланных казаков было отнято и казачье самоуправление. Верхний Погромный городок был переименован в село.
В 1835 году численность населения составляла 2219 человек, из которых 1085 мужчин и 1134 женщины. В 1850 году — 2715 человек, из них 1367 мужчин и 1348 женщин. В 1858 году — 3026 человек, из них — 1457 мужчин и 1569 женщин.
До 1835 года село находилось в составе Царицынского уезда Саратовской губернии. В 1835—1850 гг. — Царевский уезд Саратовской губернии. В 1850—1918 — Царевский уезд Астраханской губернии.
В 1859 году в селе Верхне-Погромное Царевского уезда Астраханской губернии насчитывалось 365 дворов, имелась 1 православная церковь, проживало 1551 душа мужского и 1266 женского пола. Согласно Памятной книжке Астраханской губернии на 1914 год в селе проживало 3279 мужчин и 3231 женщина. Село являлось центром Верхне-Погроменской волости.
В 1918 г. село вновь передано в состав Царицынской губернии (с 1925 — Сталинградской). В 1918—1928 гг. — Царевский (Ленинский уезд), с 1928—1935 гг. — Ленинский, затем Дубовский район. В 1935—1959 гг. — Пролейский (Луго-Пролейский) район. 1959—1963 гг. — Приморский район, С 1963 г. — Среднеахтубинский район.
Первоначально село располагалось к северо-западу от современного местоположения, на левом берегу волжской протоки Воложка. На новое место село было перенесено в начале 1950-х годов в связи с заполнение Волгоградского водохранилища.

## Общая физико-географическая характеристика
Село расположено в пределах Прикаспийской низменности, на восточном берегу Волгоградского водохранилища, на высоте 22 метра выше уровня мирового океана. Почвенный покров комплексный: распространены светло-каштановые солонцеватые и солончаковые почвы и солонцы (автоморфные).
По автомобильной дороге расстояние до областного центра города Волгограда составляет 46 км, до города Волжский — 24 км (до центра города), до районного центра посёлка Средняя Ахтуба — 38 км. К селу имеется подъезд от региональной автодороги Астрахань — Волжский — Энгельс — Самара (3 км).
Климат
Климат резко-континентальный, засушливый (согласно классификации климатов Кёппена-Гейгера — Dfa). Среднегодовая температура воздуха положительная и составляет + 8,2 °C, средняя температура самого холодного месяца января − 7,8 °C, самого жаркого месяца июля + 24,3 °C. Расчётная многолетняя норма осадков — 388 мм. Наименьшее количество осадков выпадает в марте и апреле (по 23 мм), наибольшее в июне (42 мм) и декабре (38 мм)
Часовой пояс
Верхнепогромное, как и вся Волгоградская область, находится в часовой зоне МСК (московское время). Смещение применяемого времени относительно UTC составляет +3:00.

## Население
| 1897 |
| ---- |
| 3112 |

| 1859 | 1904  | 1914  | 2010  |
| ---- | ----- | ----- | ----- |
| 1859 | ↗5419 | ↗6510 | ↘1963 |

## Археология
В двух погребениях гуннского времени у села Верхне-Погромного выделяется значительная часть вещей полихромного стиля. Погребение у села Верхне-Погромного (курган 4, могила 3) оказалось впускным и находилось на горизонте. Скелет женщины лежал на спине в вытянутом положении головой на север. Слева от костяка лежали череп и кости ног лошади. У черепа погребённой нашли золотую серьгу в виде калачика. На правой тазовой кости, у левой стопы и в засыпи могилы обнаружены три части диадемы. У левого колена находилась шаровидная бусина из опала. Под черепом лошади были обнаружены две бронзовые литые пряжки от узды, у которых основание и кольцо отлиты вместе. На верхне-погромненской трёхчастной диадеме в центральной части сохранились остатки шарнирных втулок и соединительных стерженьков, а отверстия имеются только на концах боковых пластин. Верхне-погромненская диадема кроме электрового покрытия и гладкой бронзовой основы ещё имеет промежуточную бронзовую пластину с рельефным рубчатым орнаментом, аналогичным штампованному на электровой обкладке. На паре роговых пряжек из мужского погребения № 13 кургана № 1/1954 у села Верхнее Погромное пластины инкрустированы чередующимися продольными рядами железных и бронзовых гвоздиков, образующих почти регулярную сетку из прямоугольников. Они могут иметь центральноазиатское происхождение. В погребении № 2 кургана № 5/1954, датирующемся II — первой половиной I века до н. э., найдена золотая пластина P-образной формы c изображением копытного (козла?) в профиль с подогнутыми ногами, спиральный браслет в четыре оборота из массивного круглого в сечении дрота, украшенный на концах сценами нападения кошачьего хищника на оленя и золотой ложечковидный наконечник ремня.

## Известные уроженцы и жители
- Влади́мир Алексе́евич Избе́ков (8 июля (20 июля) 1881, Верхнепогромное, Царёвский уезд, Астраханская губерния, Российская империя ― 20 марта 1963, Киев, УССР, СССР) ― советский учёный, химик. Создатель и руководитель Киевской научной школы химии и электрохимии ионных расплавов, один из основоположников электрохимии расплавленных солей.
- Жадаев Василий Семенович (1891—1987) активный участник борьбы за установление и укрепление Советской власти в Астрахани и Астраханской области в первые годы революции[30]. Первый директор Всероссийского научно-исследовательского института льна (ВНИИЛ) в Торжке[31]. Заместитель управляющего делами Наркомзема СССР. В 1936 году награжден Орденом Трудового Красного Знамени[32].